# Choque (álbum de Moura Sergi)
Choque, es un álbum de estudio de Marcelo Moura (vocalista de Virus), en conjunto con Ale Sergi (vocalista de Miranda!), editado en 2012 por Pelo Music y distribuido por Warner Music.
El disco cuenta con la colaboración de Vicentico (que aporta su voz en la canción "Perdón"), la cantante de tangos, Ana Naón (que aporta su voz en el tema "Mi ángel"), Cachorro López en bajo, Julio Moura en guitarra, Gabriel Lucena en guitarra y Ludovica Morell en batería.

## Grabación y lanzamiento del disco
Inicialmente, Marcelo Moura le propuso a Ale Sergi producir una composición suya, con la intención de hacer un disco solista a futuro. Ale aceptaría y comenzarían las grabaciones.
Casualmente, Sergi había remodelado su estudio de grabación, lo que sería la excusa justa para grabar allí. Luego de varias sesiones, Ale intervendría compositivamente en la canción "Es mi voz", agregándoles nuevos arreglos. Cuando escuchó la escucharon terminada junto a Marcelo, concluyeron en que la fusión de sus estilos sonaban muy bien y entusiasmados, siguieron con el proyecto, pero ahora como dúo.
Todo el trabajo se produjo en secreto y salió a la luz el 12 de diciembre de 2012, cuando se publicó simultáneamente el videoclip del tema "Romántico", (que fue el corte de difusión) y el álbum.
Este material no tuvo presentación oficial, debido a la intensa actividad de shows de Virus y Miranda!.

## Lista de canciones
| N.º   | Título                     | Letra/Música                                             | Duración |  |
| 1.    | «Romántico»                | Alejandro Sergi                                          | 2:55     |  |
| 2.    | «Es Mi Voz»                | Ana Naón/Marcelo Moura                                   | 2:57     |  |
| 3.    | «Si vuelve Aquí»           | Ana Naón, Alejandro Sergi/Marcelo Moura, Alejandro Sergi | 3:24     |  |
| 4.    | «Mi ángel (con. Ana Naón)» | Marcelo Moura                                            | 3:23     |  |
| 5.    | «Perdón (con Vicentico)»   | Alejandro Sergi                                          | 3:03     |  |
| 6.    | «Dos para perder»          | Ana Naón/Marcelo Moura                                   | 3:27     |  |
| 7.    | «Amor fugaz»               | Marcelo Moura/Julio Moura                                | 3:22     |  |
| 8.    | «Algo en mi»               | Ana Naón/Marcelo Moura                                   | 3:38     |  |
| 9.    | «Rompecabezas»             | Alejandro Sergi                                          | 2:40     |  |
| 10.   | «Rompí tu corazón»         | Marcelo Moura                                            | 4:02     |  |
| 32:51 |                            |                                                          |          |  |

## Críticas y reconocimiento
El disco obtuvo buenas críticas por parte de la prensa especializada, y lo consideró como uno de los mejores trabajos de Ale Sergi en cuanto a producción, y el mejor trabajo artístico de Marcelo Moura hasta ese momento.
En 2013, Choque fue nominado para competir en los Premios Gardel a la música, en la terna "Mejor Álbum Grupo Pop" (junto a No Lo Soporto, y Los Heladeros del Tiempo), resultando ganador.

## Músicos
- Marcelo Moura: Voz, Coros, Guitarra eléctrica, Guitarra acústica, Teclados, Batería, Percusión, Samplers.
- Ale Sergi: Voz, coros, guitarra eléctrica, guitarra acústica, teclados, programación.

Músicos invitados:
- Vicentico: Voz.
- Ana Naón: Voz, coros.
- Julio Moura: Guitarra eléctrica.
- Gabriel Lucena: Guitarra eléctrica.
- Ludo Morell: Batería.
- Cachorro López: Bajo.
- Richard Nant: Trompeta.
- Sebastián Schon':' Saxo.
- Juan Canosa: Trombón.

## Ficha técnica
- Producido por: Ale Sergi.
- Productores Ejecutivos: Dani Aprile y Pelo Aprile.
- Grabado por: Fernando Curutchet y Ale Sergi en Estudio Fantasma y por Sebastián Schon y Demian Nava en Estudios Mondomix.
- Mezclado por: César Sogbe en Master House Studios.
- Masterizado por: José Blanco en Master House Studios.
- Damián Marvaldi: personal mánager Sergi.
- Lucas Anastasio: director Pelo Music.

- Arte de tapa: Alejandro Ros.
- Fotos: Marcelo Setton.
- Asistente Diseño: Silvia Canosa.